# Dvořiště (Chroustov)
Dvořiště je vesnice v okrese Nymburk je součást obce Chroustov. Nachází se 1 km na jihovýchod od Chroustova. Vesnicí protéká Smíchovský potok. Je zde evidováno 34 adres.

## Historie
První písemná zmínka o vesnici pochází z roku 1436.

## Pamětihodnosti
- Boží muka

## Další fotografie

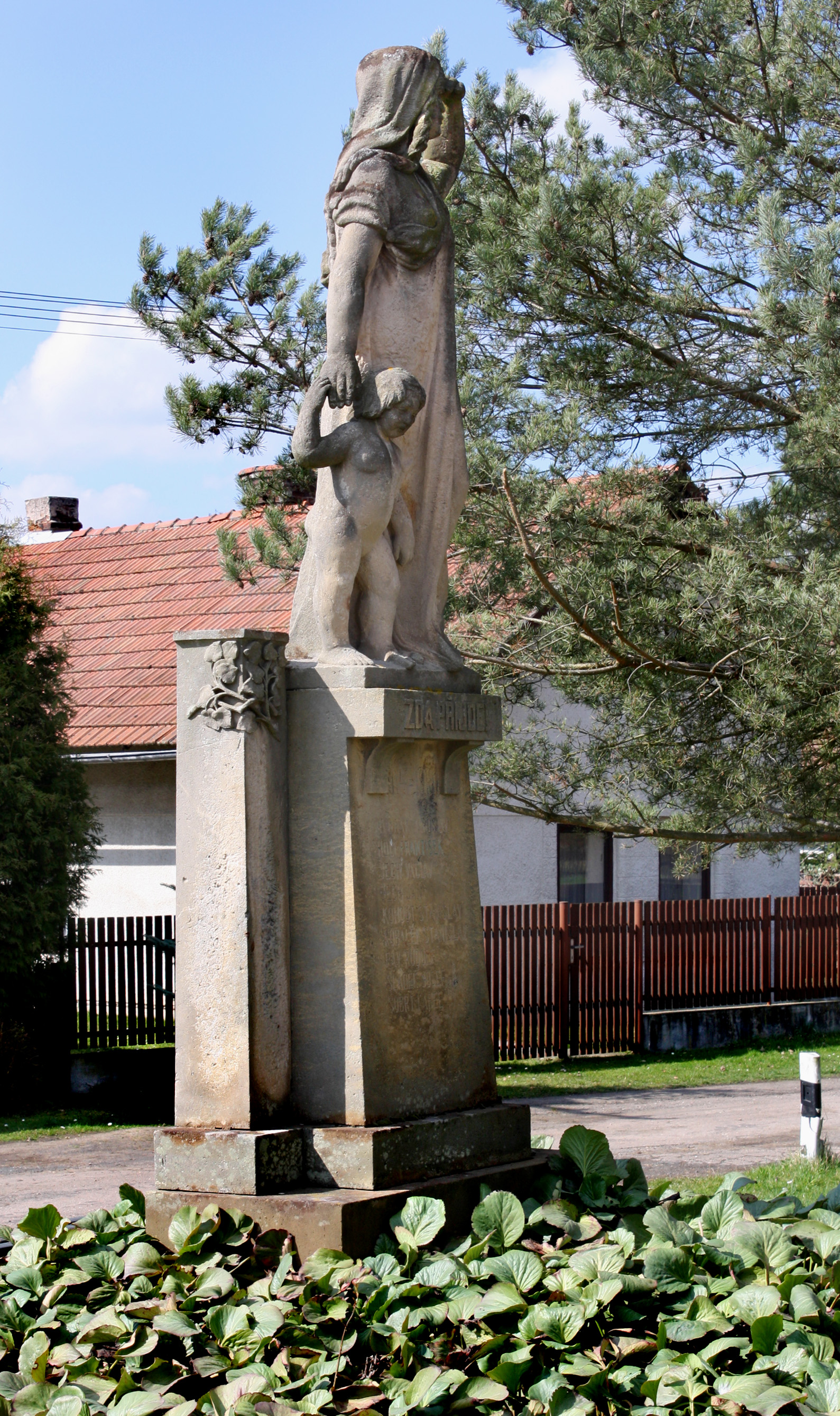
„Zda přijde“ – netradičně pojatý památník obětem první světové války
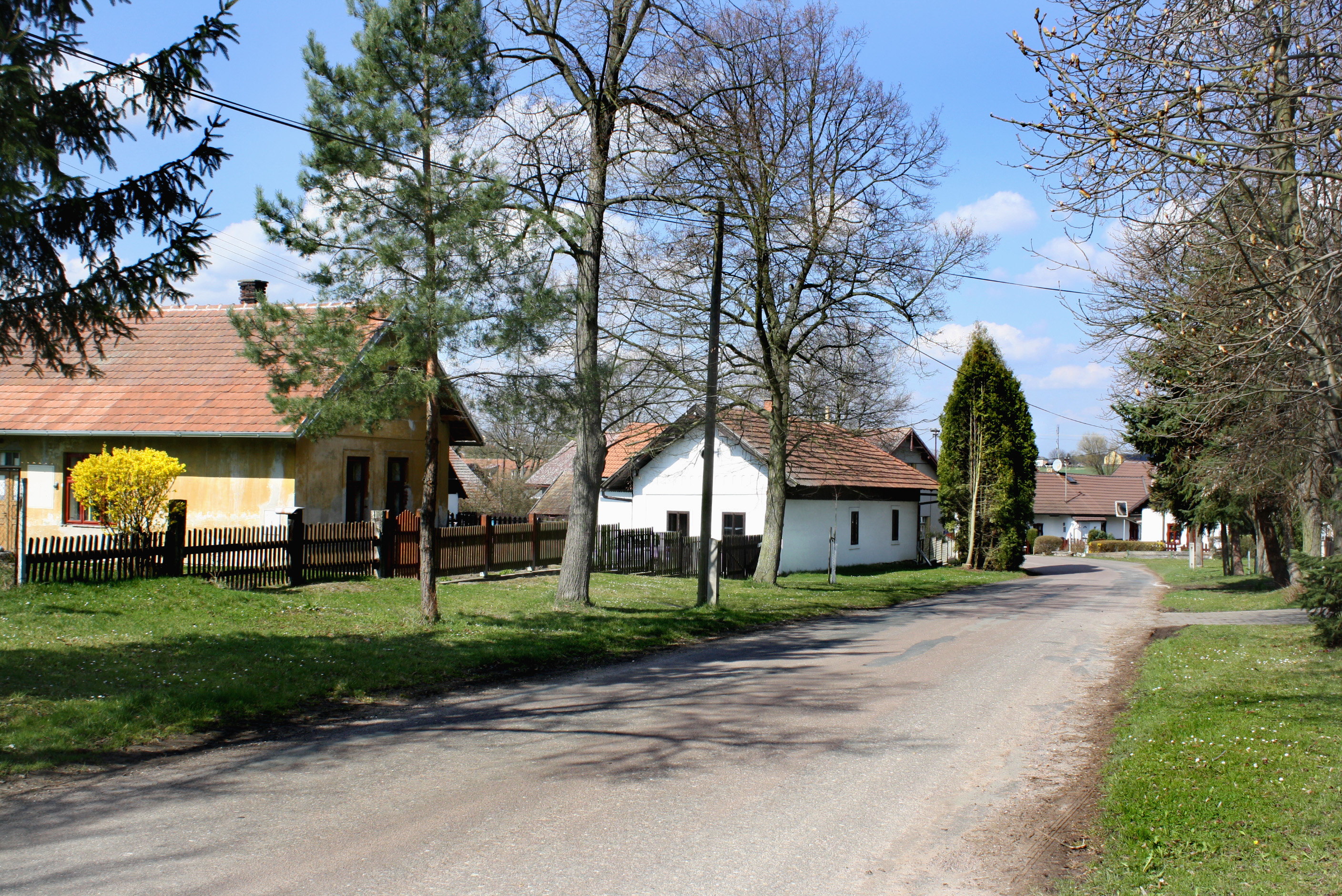
Severní část vesnice
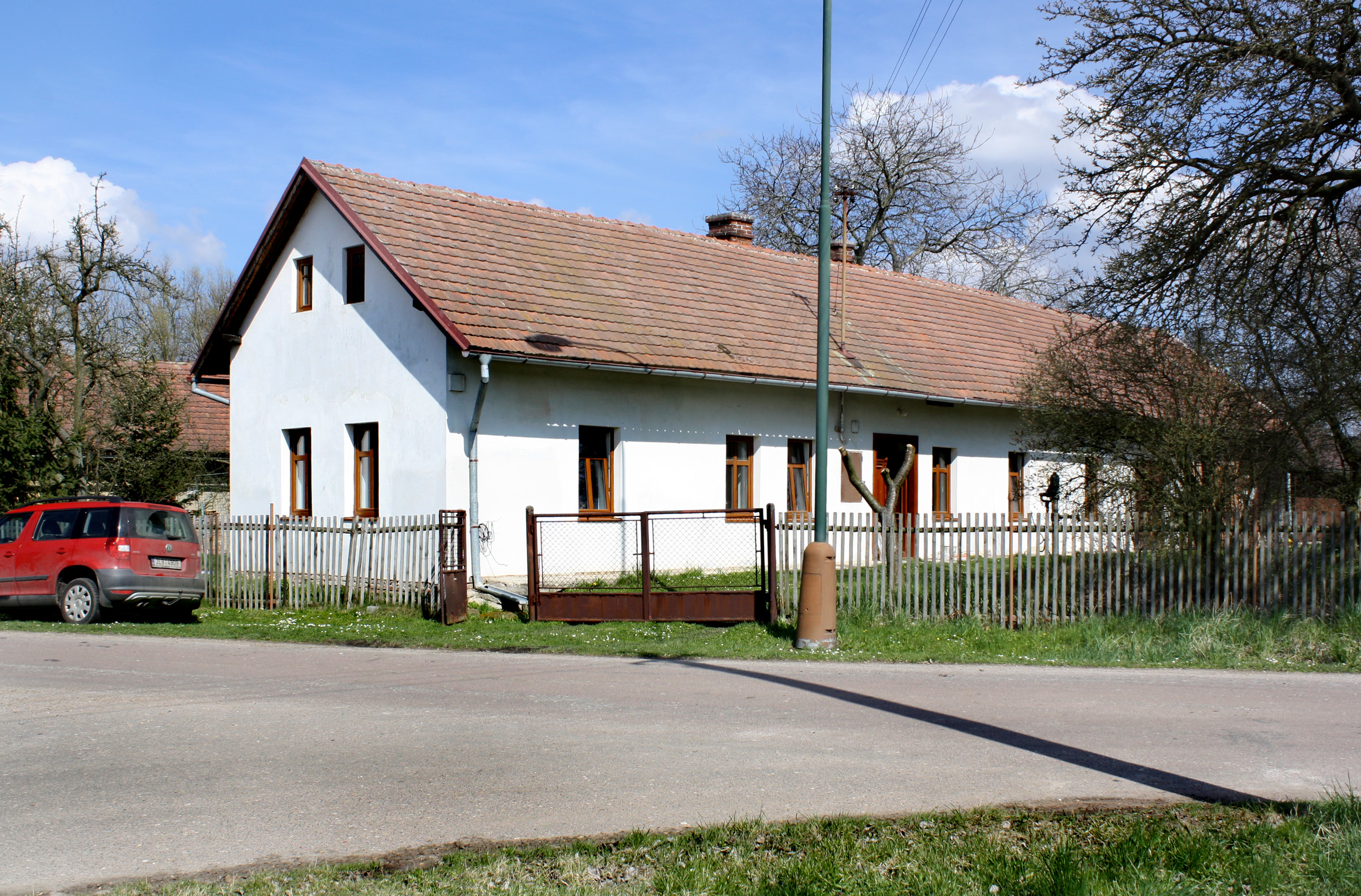
Domek na návsi